# (6359) Dubinin
(6359) Dubinin es un asteroide perteneciente al Cinturón exterior de asteroides, región del sistema solar que se encuentra entre las órbitas de Marte y Júpiter.
Fue descubierto el 13 de enero de 1977 por Nikolái Stepánovich Chernyj desde el Observatorio Astrofísico de Crimea.

## Designación y nombre
Designado provisionalmente como 1977 AZ1 fue nombrado en honor a Yurij Vladimirovich Dubinin (1930-2013), diplomático ruso, científico, autor y traductor de varios libros del francés.

## Características orbitales
(6359) Dubinin está situado a una distancia media del Sol de 3,205 ua, pudiendo alejarse hasta 3,546 ua y acercarse hasta 2,864 ua. Su excentricidad es 0,107 y la inclinación orbital 10,725 grados. Emplea 2095,79 días en completar una órbita alrededor del Sol.
Los próximos acercamientos a la órbita de Júpiter ocurrirán el 8 de enero de 2031, el 21 de julio de 2130 y el 20 de julio de 2141.

## Características físicas
La magnitud absoluta de (6359) Dubinin es 11,57.Tiene 31,902 km de diámetro y su albedo se estima en 0,048.